# 趙不弱
趙不弱（英語：Dr Bertcham Chiu But-york，1920年2月—1998年），香港元朗商紳，曾是天水圍的大地主，與妻子陳瑤琴活躍於1960年代至1980年代香港體育界。

## 個人生平
趙不弱生於香港，1940年拔萃男書院中學畢業，大學畢業於廣州嶺南大學文學院商學經濟學系及美國紐約大學經濟學系。趙不弱於1951年至1958年間經營灣仔金城戲院。他繼承其家族於天水圍的一部份地皮，透過他的大田公司管理分租的田地。1960年代至1970年代，天水圍大片農田逐步改為基圍，由種植稻米改為養殖海產。
趙不弱熱衷體育運動，特別是拯溺和足球運動。他積極投入元朗區的體育工作，1950年代末，他與妻子陳瑤琴成為元朗足球會的班主，見證元朗首奪甲組聯賽冠軍。1963年起，趙不弱擔任元朗區體育會足球部主任。1969年，趙不弱與妻子離開元朗入閣流浪，成功於1970至71球季奪得香港甲組足球聯賽及高級組銀牌。1971年，離開流浪與妻子入閣加山。他在1968年起擔任香港足總副會長，至1970年代末。
1978年，家族聯德公司出售天水圍地皮予長實，趙不弱興訟反對並勝訴。1980年，聯德公司被地產商全面收購，天水圍由政府和地產商合作發展成新市鎮。
趙不弱於1969年當選博愛醫院主席，他曾以獨立身份參與1975年和1983年市政局選舉，關注香港社會、經濟發展和高等教育問題，立場親中，兩次均告落選。第二次候選期間因健康問題自告退選。

## 家庭
趙不弱是天水圍趙氏家族趙仕海的養子，其祖父趙心田原籍廣東台山都斛龍溪村，趙氏於1910年代由美洲來港，定居於元朗廈村灣。1916年，趙氏聯德公司購入廈村灣大片咸水田，後建水壆、水閘圍田造地，僱用佃農種植稻米。1954年，趙不弱與陳瑤琴結婚，兩人育有兩子三女。趙氏一家曾居於北角堡壘街，後來長時間居於元朗唐人新村204號A嘉麗小築。

## 職銜
- 金城戲院董事長
- 大田置地公司董事長
- 大田漁農發展公司董事長
- 大田旅遊發展企業公司董事長
- 博愛醫院己酉年主席
- 香港足球總會副會長
- 元朗體育會永遠名譽會長
- 香港拯溺總會會長
- 亞洲女子足球總會永遠會長
- 香港女子足球總會永遠會長
- 香港足球裁判會會長
- 世界救生聯合總會永遠總理
- 趙族宗親會總會永遠榮譽會長
- 鐘聲慈善社永遠名譽社長